# Tuxedo (circonscription électorale)
Pour les articles homonymes, voir Tuxedo.
Circonscription électorale provinciale du Canada
Tuxedo est une circonscription électorale provinciale du Manitoba (Canada). La circonscription représente les quartiers du sud-ouest de Winnipeg.
Les circonscriptions limitrophes sont St. James au nord, River Heights à l'est, Fort Whyte au sud-est, Roblin au sud-ouest et à l'ouest, et Kirkfield Park au nord-ouest.

## Liste des députés
| Tuxedo                                                | Tuxedo                                                | Tuxedo                                                | Tuxedo                                                | Tuxedo                                                | Tuxedo                                                |
| Nom                                                   | Nom                                                   | Parti                                                 | Mandat                                                | Législature                                           |                                                       |
| Circonscription issue de River Heights et Charleswood | Circonscription issue de River Heights et Charleswood | Circonscription issue de River Heights et Charleswood | Circonscription issue de River Heights et Charleswood | Circonscription issue de River Heights et Charleswood | Circonscription issue de River Heights et Charleswood |
| ----------------------------------------------------- | ----------------------------------------------------- | ----------------------------------------------------- | ----------------------------------------------------- | ----------------------------------------------------- | ----------------------------------------------------- |
|                                                       | Gary Filmon                                           | Progressiste-conservateur                             | 1981 - 1986                                           | 32e                                                   |                                                       |
|                                                       | Gary Filmon                                           | Progressiste-conservateur                             | 1986 - 1988                                           | 33e                                                   |                                                       |
|                                                       | Gary Filmon                                           | Progressiste-conservateur                             | 1988 - 1990                                           | 34e                                                   |                                                       |
|                                                       | Gary Filmon                                           | Progressiste-conservateur                             | 1990 - 1995                                           | 35e                                                   |                                                       |
|                                                       | Gary Filmon                                           | Progressiste-conservateur                             | 1995 - 1999                                           | 36e                                                   |                                                       |
|                                                       | Gary Filmon                                           | Progressiste-conservateur                             | 1999 - 2003                                           | 37e                                                   |                                                       |
|                                                       | Heather Stefanson                                     | Progressiste-conservateur                             | 2003 - 2007                                           | 38e                                                   |                                                       |
|                                                       | Heather Stefanson                                     | Progressiste-conservateur                             | 2007 - 2011                                           | 39e                                                   |                                                       |
|                                                       | Heather Stefanson                                     | Progressiste-conservateur                             | 2011 - 2016                                           | 40e                                                   |                                                       |
|                                                       | Heather Stefanson                                     | Progressiste-conservateur                             | 2016 - 2019                                           | 41e                                                   |                                                       |
|                                                       | Heather Stefanson                                     | Progressiste-conservateur                             | 2019 - 2023                                           | 42e                                                   |                                                       |
|                                                       | Heather Stefanson                                     | Progressiste-conservateur                             | 2023 - 2024                                           | 43e                                                   |                                                       |
|                                                       | Carla Compton                                         | Nouveau Parti démocratique                            | 2024 - actuelle                                       | 43e                                                   |                                                       |